# Erik Gundersen (simhoppare)
Erik Gundersen, född 7 december 1998, är en svensk och nordisk mästare i simhopp. Han har tävlat för Malmö Kappsimningsklubb.

## Meriter (urval)

### Senior
- SM
  - Simhopp, synchro, herrar
    - 2020 i Malmö - 1:a tillsammans med Elias Petersen[3]